# Macoyahui (Sonora)
Macoyahui (del idioma mayo Macoyahui: "Donde se oyen las hachas") es un pueblo perteneciente al municipio de Álamos ubicado en el sureste del estado mexicano de Sonora cercana a los límites divisorios con los estados de Chihuahua y Sinaloa. Según los datos del Censo Poblacional y de Vivienda realizado en 2020 por el Instituto Nacional de Estadística y Geografía (INEGI), Macoyahui tiene un total de 68 habitantes. Fue fundado en 1621 como una misión jesuita mientras se daba el avance de la conquista de la Nueva España, se le nombró Misión de San Miguel de Macoyahui y funcionó como pueblo de visita de la misión de San Andrés de Conicari. En la segunda mitad del siglo XIX obtuvo la categoría de municipio, pero la perdió en diciembre de 1903. A mediados de 1900 se le nombró comisaría, y estaba a cargo de los ranchos de Buenavista, Calera, Carihuato, Casas Coloradas, Independencia, Laguna, Mahuibampo, Mexiquillo, Nacapul, Santa Isabel y Vado Cuate.